# Islands ambassadører i Belgien
Islands første ambassadør i Belgien var Pétur Benediktsson i 1946. Islands nuværende ambassadør i Belgien er Þórir Ibsen. 

## Liste over ambassadører
| #  | Navn                           | Tid              | Slut på mission  |
| -- | ------------------------------ | ---------------- | ---------------- |
| 1  | Pétur Benediktsson             | 13 februar 1946  | 30 november 1955 |
| 2  | Agnar Klemens Jónsson          | 10 december 1956 | 1 januar 1961    |
| 3  | Hans G. Andersen               | 1 januar 1961    | 1 juni 1962      |
| 4  | Pétur Thorsteinsson            | 1 juni 1962      | 4 august 1965    |
| 5  | Henrik Sveinsson Björnsson     | 4 august 1965    | 24 januar 1968   |
| 6  | Niels P. Sigurðsson            | 24 januar 1968   | 1 august 1971    |
| 7  | Tómas Á. Tómassson             | 1 august 1971    | 20 juli 1977     |
| 8  | Guðmundur Ívarsson Guðmundsson | 20 juli 1977     | 8 maj 1979       |
| 9  | Henrik Sveinsson Björnsson     | 8 maj 1979       | 14 november 1984 |
| 10 | Tómas Á. Tómasson              | 14 november 1984 | 5 december 1986  |
| 11 | Einar Benediktsson             | 5 december 1986  | 30 april 1991    |
| 12 | Hannes Þórður Hafstein         | 30 april 1991    | 12 marts 1997    |
| 13 | Gunnar Snorri Gunnarsson       | 12 marts 1997    | 15 januar 2003   |
| 14 | Kjartan Jóhannsson             | 15 januar 2003   | 8 februar 2006   |
| 15 | Stefán H. Jóhannesson          | 8 februar 2006   | 12 april 2011    |
| 16 | Þórir Ibsen                    | 12 april 2011    |                  |